# Isotoma caeruleatra
Isotoma caeruleatra är en urinsektsart som beskrevs av Louise Guthrie 1903. Isotoma caeruleatra ingår i släktet Isotoma och familjen Isotomidae. Inga underarter finns listade i Catalogue of Life.